# Filozofická fakulta Univerzity Karlovy
Filozofická fakulta Univerzity Karlovy (FF UK) v Praze, založená jako jedna ze čtyř původních fakult pražské univerzity z roku 1348 (zpočátku označovaná jako fakulta svobodných umění neboli artistická fakulta), je tradičním centrem české vzdělanosti a z hlediska vědeckého výkonu nejvýznamnější humanitní institucí v Česku. Od roku 1929 sídlí v nynější budově na náměstí Jana Palacha (Staré Město).
Ve více než sedmdesáti oborech druhé největší české fakulty studuje přes 8000 studentů vyučovaných 700 pedagogy, mezi něž patří světové osobnosti jako překladatel Martin Hilský, teolog Tomáš Halík a egyptolog Miroslav Verner. V minulosti zde působil například Jan Hus, Tomáš Garrigue Masaryk, Edvard Beneš, Karel Čapek, Jan Patočka či Ernst Mach. Pražská filozofická fakulta je zároveň jednou z mála fakult v Česku, na jejímž vedení se výrazně podílejí i studenti. Ti tvoří téměř polovinu volených zástupců Akademického senátu FF UK a sdružují se do více než třiceti aktivních studentských spolků a iniciativ.

## Historie
Pod názvem fakulta svobodných umění byla založena Karlem IV. 7. dubna 1348 jako jedna ze čtyř původních fakult Univerzity Karlovy v Praze. Označení „filozofická“ v názvu souvisí se skutečností, že v minulosti byla filosofie chápána šířeji než dnes, a to ve smyslu věda nebo láska k moudrosti. 

## Osobnosti

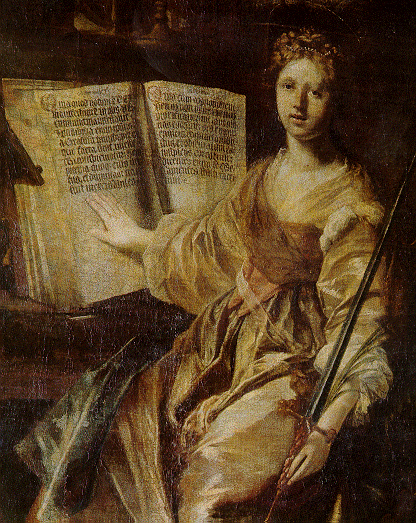
Sv. Kateřina jako patronka pražské filozofické fakulty, obraz Karla Škréty v Karolinu.

Za sedm století existence FF UK prošly jejími přednáškovými sály desítky výrazných osobností, ať již v roli děkanů, pedagogů či studentů.
- Jan Hus (jako její děkan)
- právník Viktorin Kornel ze Všehrd
- filozof Jan Patočka
- matematik Bernard Bolzano
- archeolog Bedřich Hrozný
- historik Josef Pekař
- státníci Tomáš Garrigue Masaryk a Edvard Beneš
- chemik Jaroslav Heyrovský
- literární vědci F. X. Šalda, Jan Mukařovský, René Wellek
- básník Jaroslav Vrchlický
- fyzik Ernst Mach
- spisovatel Karel Čapek
- Jan Palach

Ze současných osobností české kulturní scény zde studovali spisovatelé Vít Kremlička, Michal Viewegh, Miloš Urban, Radka Denemarková, Petra Hůlová či hudební skladatel Miroslav Srnka. FF UK absolvovala i ombudsmanka Anna Šabatová a předsedkyně Akreditační komise ČR politoložka Vladimíra Dvořáková.

## Studium

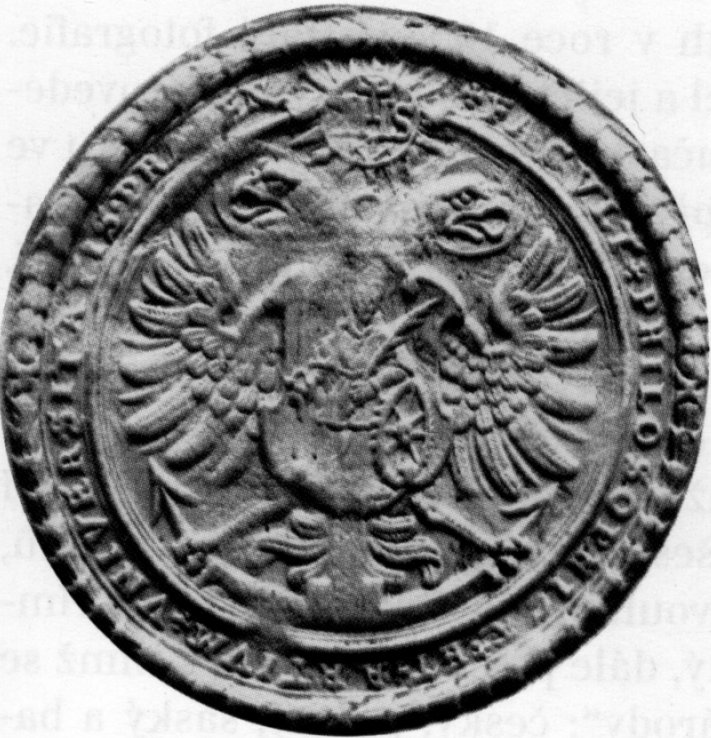
Fakultní pečeť z druhé poloviny 17. století.

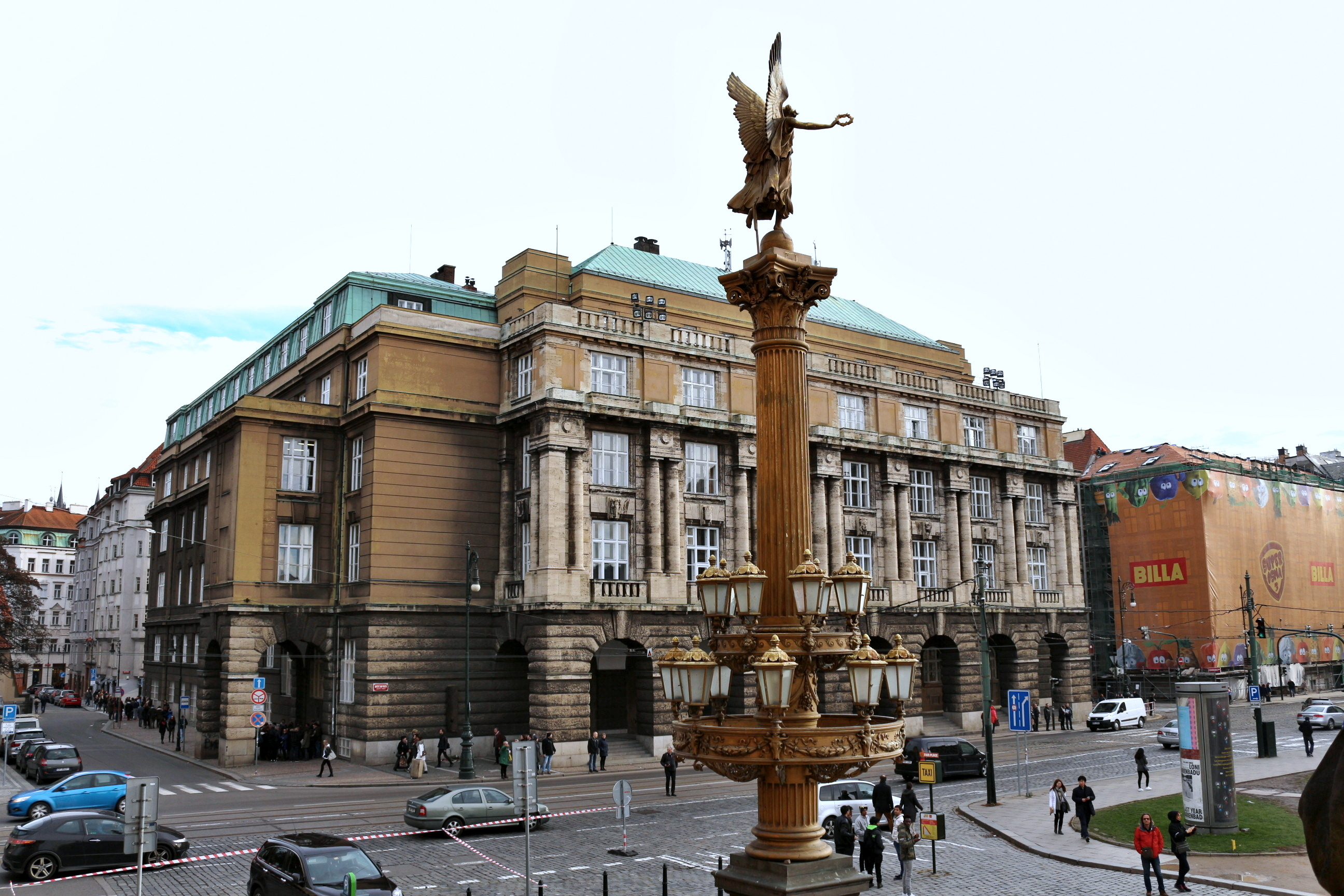
Budova Filozofické fakulty z let 1924-1930 podle návrhu architekta Josefa Sakaře.

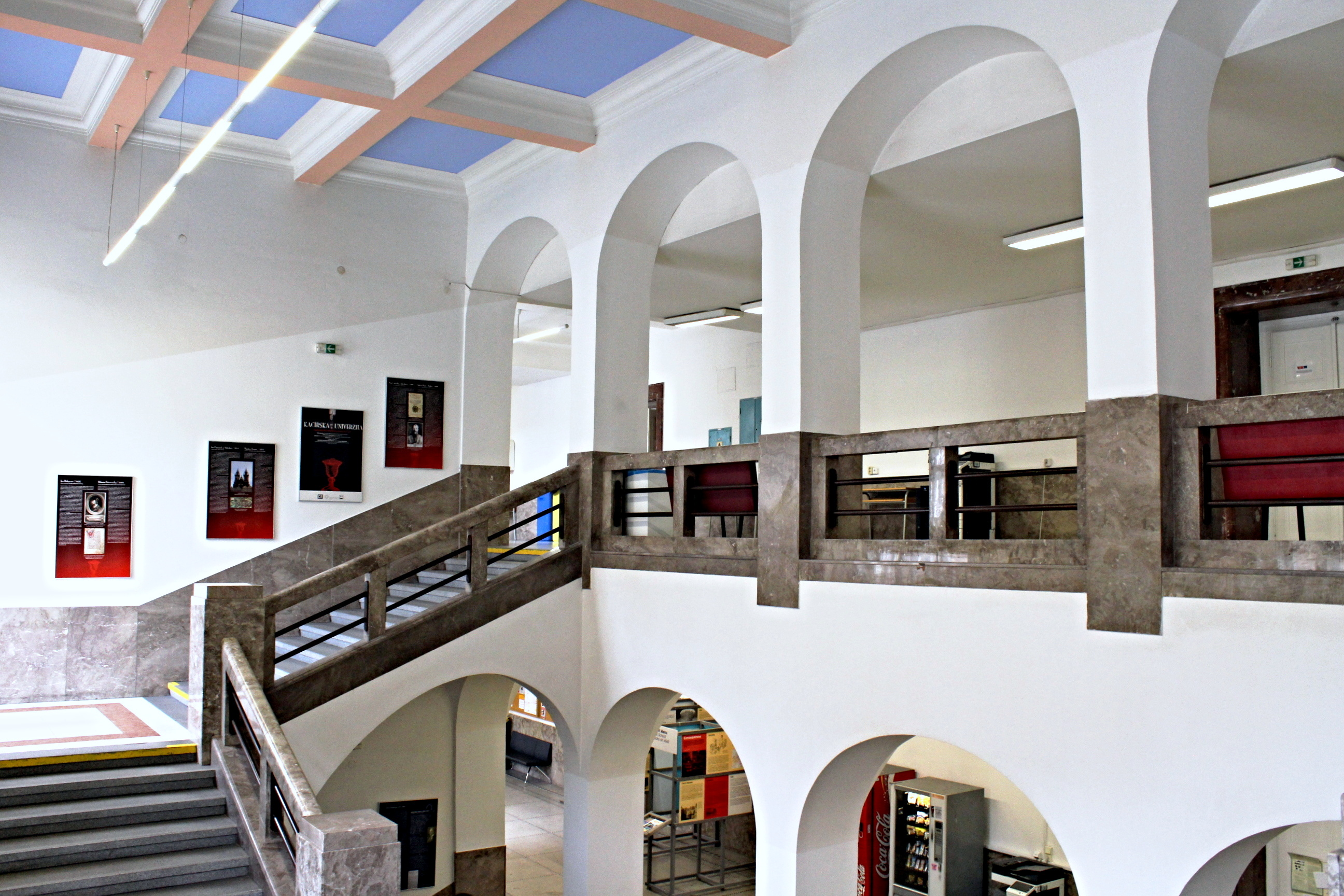
Interiér hlavní budovy na Palachově náměstí

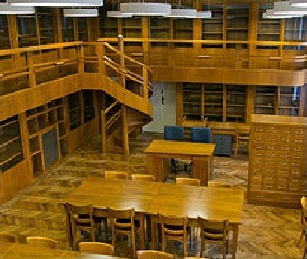
Historický kabinet s původním vybavením z roku 1930.

Velikostí své akademické obce fakulta předčí většinu českých vysokých škol. Studovat zde lze téměř dvě stě studijních programů, a to v bakalářském, navazujícím magisterském a doktorském stupni.
Mezi hlavní a podle počtu studentů největší obory patří velké filologie (bohemistika, anglistika, germanistika, hispanistika, romanistika), historie a filozofie. Vedle toho nabízí FF UK široké spektrum disciplín od tradiční filozofie, religionistiky, logiky a estetiky po pedagogiku, psychologii, sociologii, politologii, andragogiku, divadelní a filmovou vědu až po progresivní studia nových médií.
FF UK je zároveň jedinou fakultou v Evropě, na které se učí všechny jazyky, kterými se mluví v členských zemích Evropské unie. Vedle obecně nejrozšířenějších germánských, románských a slovanských jazyků zde lze studovat africké jazyky, albánštinu, bengálštinu, hebrejštinu, hindštinu, indonéštinu, japonštinu, mongolštinu, vietnamštinu či sanskrt. Absolventi těchto oborů se uplatňují v diplomatických a tlumočnických službách.
Řadu programů studuje relativně malý počet posluchačů v řádu desítek, někdy i jednotek. Tyto malé obory jako arabistika, íránistika, turkologie, koreanistika, indonesistika, logika či estetika jsou vyučovány na specializovaných pracovištích špičkové úrovně. Hloubková výuka tak pestré palety malých oborů nemá na jiných fakultách v České republice obdobu.
Díky četným mezinárodním výměnným programům tráví řada studentů část svého studia v zahraničí. Stejně tak přijíždí každý rok několik stovek zahraničních studentů. Mezi tyto programy patří např. Erasmus, CEEPUS, Visegrádský fond, DAAD, Aktion, vládní stipendia či řada bilaterálních smluv.
| Studijní oblasti    | Studijní obory |
| ------------------- | --- |
| Dějiny              | Archeologie pravěku a středověku, Klasická archeologie, Egyptologie, Archivnictví a pomocné vědy historické, Dějiny a kultura islámských zemí, Dějiny a kultura východního Středomoří ve starověku, Dějiny antické civilizace, Historie, Hospodářské a sociální dějiny, České dějiny v evropském kontextu, Židovská studia aj. |
| Jazyk a literatura  | Anglistika – amerikanistika, Český jazyk a literatura, Finská studia, Fonetika, Francouzská filologie, Hispanistika, Indologie, Indonesistika, Íránistika, Italianistika, Japonská studia, Jazyky a komunikace neslyšících, Koreanistika, Mongolistika, Německý jazyk a literatura, Nizozemský jazyk a literatura, Obecná lingvistika, Portugalistika, Romistika, Rusistika, Sinologie, Švédská studia, Překladatelství a tlumočnictví (Angličtina, Francouzština, Němčina, Ruština, Španělština) aj. |
| Člověk a společnost | Psychologie, Sociologie, Sociologicko-ekonomická studia, Politologie, Politické teorie, Filozofie, Religionistika, Andragogika a personální řízení, Pedagogika, Sociální pedagogika, Studia nových médií, Informační studia a knihovnictví |
| Umění               | Dějiny umění, Divadelní věda, Estetika, Filmová studia, Hudební věda |
| Učitelství          | Učitelství francouzského jazyka a literatury pro střední školy, Učitelství latinského jazyka a literatury pro střední školy, Učitelství německého jazyka a literatury pro střední školy, Učitelství ruského jazyka pro střední školy, Učitelství španělského jazyka a literatury pro střední školy, Učitelství filozofie pro střední školy |

## Akce pro veřejnost
V souvislosti s tzv. třetí rolí univerzity považuje FF UK za svoji společenskou roli kromě výuky a výzkumu také přispívání do aktuální veřejné debaty svými odborníky a výzkumem. Pořádá proto řadu workshopů, přednášek a festivalů pro širokou veřejnost, žáky základních a středních škol či seniory:
- Univerzita třetího věku pro seniory a seniorky
- kurzy dalšího vzdělávaní – k výkonu povolání, přípravné, zájmové
- festival pro veřejnost Týden humanitních věd
- účast na externích akcích jako Noc vědců, Veletrh vědy, VědaFest ad.

S veřejností na její půdě debatovali osobnosti jako dalajláma, Madeleine Albrightová, čínský disident Aj Wej-Wej či ruský historik Andrej Zubov.

## Studentský život
Na FF UK působí kolem třiceti studentských spolků a iniciativ. Studentský život zde má silnou a dlouhou tradici.

### Studentská rada
Přímo na fakultní půdě působí Studentská rada, která je v podstatě výkonným orgánem občanského sdružení Studentský fond FF UK, kterou založili studentští účastníci revolučních událostí v roce 1989. Toto sdružení se snaží o zpestření studentského života a často zastupuje studenty fakulty při jednání s jejím vedením, popř. s univerzitou. Radní pravidelně finančně podporují vybrané studentské projekty jako časopisy, divadelní spolky, festivaly a veřejné přednáškové cykly. Každoročně vydávají brožuru OFFŠEM pro studenty prvních ročníků, jak se zorientovat na fakultě. Rovněž připravují lekci FAUST (Fakultní uvítání studentů), na jehož konci jsou prváci svérázným způsobem přijati na akademickou půdu.

## Ostatní
Na začátku roku 2022 vyplynula na povrch kauza údajného sexuální obtěžování a ponižování studentek pedagogem Katedry divadelní vědy, kvůli kterému měly některé ze  studentek svých studií zanechat. Daný pedagog však obvinění odmítl. Díky kauze vznikla na fakultě iniciativa Nahlas, která vyzvala vedení fakulty a univerzity k systémovému řešení problému. Fakulta reagovala založením postu ombudsmana a zprovoznila oznamovací platformu Nenech to být. V září 2023 se objevilo další obvinění ze sexuálního obtěžování, tentokrát namířené proti pedagogům Ústavu východoevropských studií.
Dne 21. prosince 2023 došlo na fakultě k hromadné střelbě, vyvolané útočníkem, která si vyžádala 15 obětí (včetně útočníka) a 25 zraněných. Jedná se o největší masovou střelbu v novodobé historii samostatného Česka, co se týče obětí.